# Шварц, Клементина
Клементина Шварц (швед. Rosa Alfonsina Clementina (Clementine) Swartz, 15 февраля 1835 — 7 декабря 1923) — шведская театральная актриса.

## Биография
Клементина Фернстрём родилась в 1835 г. в Улеоборге (ныне Оулу). Была дочерью актёра Роберта Фернстрёма и Августы Фредрики Грёнлунд. Вышла замуж в 1854 г. за актёра Эдварда Шварца в 1854 г.
В 1850—1853 гг. Клементина работала в театральной труппе Оскара Андерссона, в Humlegården в Стокгольме в 1853 г., а после успешного дебюта в том же году была принята в Королевский драматический театр. В Королевском театре она проработала 35 лет до выхода на пенсию в 1888 г., а с 1868 г. была примой. Её описывали как хрупкую женщину с высокой фигурой, тонкими чертами лица, чувством собственного достоинства и высоким профессионализмом. Ей больше всего удавались мягкие и добрые персонажи, чем страстные. В число сыгранных ей ролей входят королева Филиппа в Engelbrekt och hans dalkarlar Августа Бланша, Регисса в Sven Dyrings hus, Агнес Сорель в Jungfrun av Orleans, Изабелла в «Ричарде II», главная роль в Maria Leczinska, Кристина в Folkungalek Августа Сёдермана, Ульрика Элеонора в Karl XI, Мария в Väringarne, Бланш в Gammalt och nytt, Анна в Sten Sture den yngre, Туснельда в Släktingar, Юлия в Smädeskrivaren, Офелия в Гамлете, Фру Бернард в Familjen Fourchambault и др.
Клементина Шварц была награждена королём Оскаром II золотой медалью Литературы и искусств.